# F. E. Higgins
Fiona E. Higgins (geb. 1950 in Wicklow (Irland) oder London) ist eine irische Kinderbuchautorin. Sie lebt im Vereinigten Königreich und war dort als Lehrerin tätig. Ab 2000 widmete sie sich ganz dem Schreiben. Für Das  schwarze Buch der Geheimnisse erhielt sie 2008 den Bisto Honour Award. Ihre Bücher wurden u. a. ins Deutsche, ins Französische, ins Russische und ins Spanische übersetzt.

## Werke

### ReiheTales from the Sinister City
- Das schwarze Buch der Geheimnisse (Original: The Black Book Of Secrets, 2007), Friedrich Oetinger Verlag, Hamburg 2008, ISBN 978-3-7891-3709-9 (auch als Hörbuch erschienen)
- Silbertod (Original: The Bone Magician, 2008), Friedrich Oetinger Verlag, 2009, ISBN 978-3-7891-3716-7 (auch als Hörbuch erschienen)
- Das Gift der Schmetterlinge (Original: The Eyeball Collector, 2009), Friedrich Oetinger Verlag, 2010, ISBN 978-3-7891-3718-1 (auch als Hörbuch erschienen)
- The Lunatic's Curse, 2010

### ReihePhenomenals
- A Tangle of Traitors, 2013
- A Game Of Ghouls, 2013

### Weitere Bücher
- The Perfect Enemy, 2012 (Verlag Heinemann, ISBN 978-0-435-07534-7) als Teil der Reihe Heroes verschiedener Autoren